# Tielt

Maldegems vapen

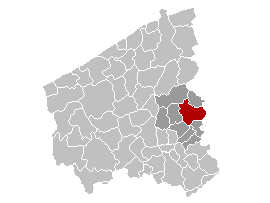
Maldegems läge inom provinsen Östflandern

Tielt är en kommun i provinsen Västflandern i västra Belgien. Kommunen består av staden med samma namn, samt orterna Aarsele, Kanegem och Schuiferskapelle. Kommunen hade den 1 januari 2006 19.269 invånare.

## Historia

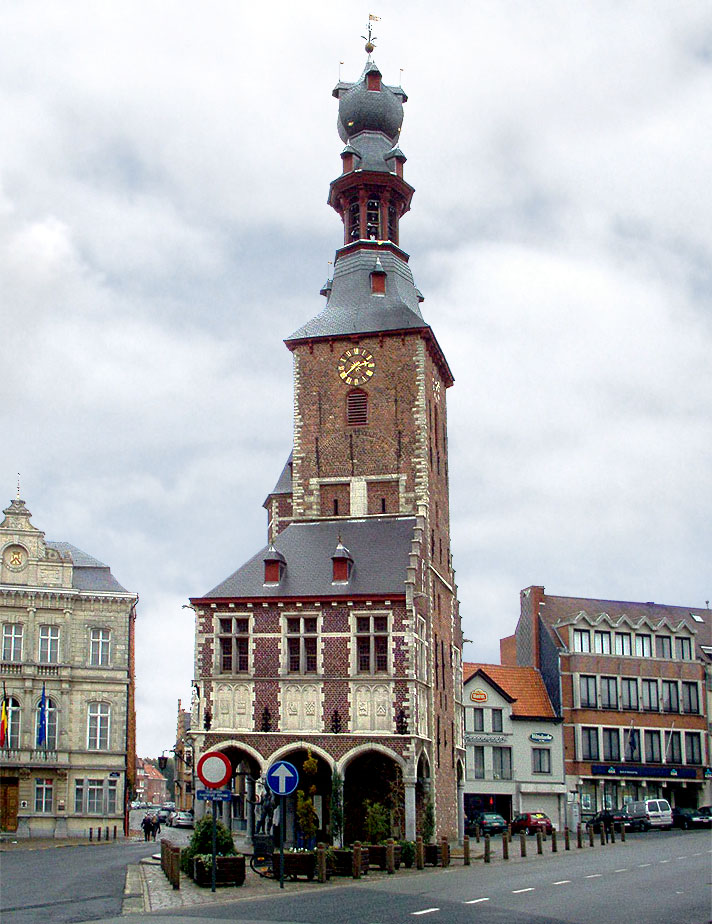
Halletoren

Det finns vissa spår av den gallo-romerska kulturen i det här området. Det första nedskrivna omnämnandet av "Tiletum" är dock från år 1105. År 1245 fick staden stadsrättigheter av Margareta av Konstantinopel, och ett sjukhus grundades. Ett par år senare hade även en marknadsplats byggts. Som grannstaden Roeselare gjordes Tielt till en del av Kortrijkprovinsen i Flandern.
År 1393 bestämde sig Filip II av Burgund att hålla en årlig festival i staden, vilket slutade med att staden fram till slutet av 1500-talet blev linindustrins centrum. De följande årtionden blev dock svåra då staden genomgick två stora bränder och ett par epidemier, inklusive pest. Tielt genomled också en kraftig svältperiod i slutet av 1600-talet. Från ungefär 1700 fram till belgiska revolutionen år 1830 blomstrade staden återigen, denna gång som ett regionalt centrum för byggnadsindustrin.
Under första världskriget blev staden högkvarteret för den tyska armén. Under andra världskriget bombades staden rejält och största delen av stadens centrum fick byggas om. Idag är Tielt en typisk provinsstad, som erbjuder kommersiella, medicinska och utbildningsmässiga tjänster till den omkringliggande regionen.